# 2e division des Marines
Pour les articles homonymes, voir 2e division.

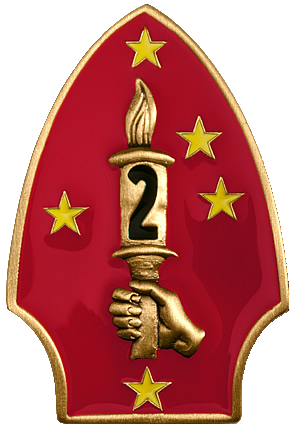
Insigne de la 2nd Marine Division

La 2e division de marine américaine est une division faisant partie de l'USMC et qui forme la IIe force expéditionnaire de marine.
Depuis 2005, l'unité est basée à Camp Lejeune, Caroline du Nord. Le port d'attache des navires de débarquement de l'US Navy auquel des unités sont affectés est la Naval Amphibious Base Little Creek.

## Unités subalternes
En 2006, la division était constituée des éléments suivants :
- État-major ;
- 2d régiment de marine ;
- 6e régiment de marine ;
- 8e régiment de marine ;
- 10e régiment de marine ;
- 2e bataillon d'assaut amphibie ;
- 2e bataillon du génie ;
- 2e bataillon blindé de reconnaissance ;
- 2e bataillon de reconnaissance ;
- 2e bataillon de blindés.

## Histoire de la division

### Seconde Guerre mondiale et guerre froide
La 2e division de marine fut officiellement créée le 1er février 1941. L'unité s'appelait alors 2e brigade de marine.
La 2e division de marine participa au combat durant les campagnes du Pacifique dont voici la liste des batailles :
- La bataille de Guadalcanal de janvier au 8 février 1943.

Actions du 2e régiment des marines :
- Débarquement à Tulagi le 9 août 1942 ;
- Prise et défense de Guadalcanal, 10 août 1942 au 31 janvier 1943.

Actions du 8e régiment des marines :
- Capture et défense de Guadalcanal, 2 novembre 1942 8 février à 1943.

- La bataille de Tarawa, pendant la campagne des îles Gilbert et Marshall du 20 novembre au 4 décembre 1943.
- La bataille de Saipan, dans la campagne des îles Mariannes du 15 juin au 24 juillet 1944.
- La bataille de Tinian du 24 juillet au 10 août 1944.
- La bataille d'Okinawa (en réserve), du 1er avril au 10 avril 1945.

Les 2e et 8e régiments des marines (renforcés par d'autres unités de la 22e Division marine) ont reçu la citation présidentielle d'unité en tant qu'attachés à la 1st Marine Division du 7 août au 4 novembre 1942, pour les opérations à Guadalcanal. La 2d Division marine a reçu la citation présidentielle d'unité pour les batailles de Tarawa et des îles de Gilbert, du 20 au 24 novembre 1943.
Entre les années 1950 et les années 1980, la division n'a participé à aucune action principale à part en 1958 où certains éléments ont participé à l'intervention des États-Unis durant la Crise de 1958 au Liban. La division a également aidé à renforcer la base navale de Guantanamo pendant la crise des missiles de Cuba en 1962 et a débarqué en République dominicaine en 1965.
D'autres opérations de maintien de la paix ont également été menées par la Division ceci incluant la force multinationale de maintien de la paix au Liban à partir d'août de 1982 jusqu'à février 1984. Ce sont 241 soldats de marine et marins de la division qui sont morts pendant les attentats du 23 octobre 1983 à Beyrouth. En 1989, les marines de la division ont participé à l'invasion du Panamá par les États-Unis.

### Histoire récente
Les années 1990 ont commencé par des éléments de la division participant à l'évacuation des civils américains et alliés au Libéria lors de la guerre civile. Ceci a été suivi par des déploiements en Arabie saoudite, en participation de l'opération Bouclier du désert et puis à la libération du Koweït avec l'opération Tempête du désert. Après la guerre, des éléments de la division ont participé à l'opération Provide Comfort. 
Des éléments de la 2e division des marines ont été déployés au Koweït début 2003 pour renforcer la 1re force expéditionnaire des marines pour préparer la guerre en Irak. Ces unités ont formé une brigade appelée Task Force (force opérationnelle) Tarawa. La Task Force Tarawa est entrée en Irak le premier jour de l'offensive terrestre avec la mission initiale de saisir le terrain d'aviation de Jalibah en Irak méridional. Après cela, la Task Force a progressé vers le nord et a participé à une bataille importante dans la ville de Nasiriyah. Après la guerre, ces marines ont été déplacés au nord à Al Kut où ils ont participé à des opérations de sécurité et de stabilisation en Irak central.
La 2e division des marines est retournée en Irak en janvier 2005 pour relever la 1re division des Marines dans la province d'Al-Anbâr en Irak occidental. La division est rentrée aux États-Unis en février 2006.